# Dehner
Dehner Holding eller Dehner Gartencenter er en tysk havecenterkæde og landhandelsvirksomhed. De har hovedkvarter i Rain am Lech. Dehner Gartencenter består i dag af 132 havecentre.